# Bundesstraße 490
Pour les articles homonymes, voir Route 490.
La Bundesstraße 490 est une ancienne Bundesstraße dans le Land de Basse-Saxe.

## Histoire
La Bundesstraße 490 fut construite pour permettre à Brunswick d'avoir une meilleure connexion à la Bundesautobahn 7.
Vers 1940, il y avait un plan pour une Reichsautobahn à Evestorf (partie de la ligne Hambourg-Hanovre), au sud-ouest d'Uelzen-Brunswick-Bad Gandersheim (confluence avec la ligne Hanovre-Kassel). Avec l'enquête approfondie sur la poursuite de la construction de la route Hambourg-Hanovre-Kassel au début des années 1950, la route de l'actuelle A 7 est déplacée de l'ouest de Hanovre vers la zone à l'est de la capitale du Land de Basse-Saxe. Dans le même temps, on ne s'attend pas à ce que le projet d'une deuxième autoroute par Brunswick soit repris. Le projet disparait d'abord dans le tiroir.
Néanmoins, des travaux sont menés pour améliorer la liaison entre la zone Brunswick-Salzgitter et la nouvelle Bundesautobahn 7. Dans le cadre de la première partie de ce plan, une connexion directe entre Üfingen et Salzgitter-Engelnstedt est construite dans les années 1950, sur laquelle la B 490 est ensuite posée. La ligne Rüningen–Üfingen est ajoutée en 1962. Cependant, il s'agit de la nouvelle construction d'une Landesstraße à deux voies qui n'est pas tracée sans traversées, mais contourne les agglomérations. Les itinéraires Wartjenstedt– A7 et Salzgitter-Lebenstedt-Nord–Salzgitter-Lebenstedt-Süd sont en cours de planification. Au milieu des années 1960, tout le tronçon entre l'A 7 à ce qui est maintenant l'échangeur autoroutier de Salzgitter et la Bundesstraße 248 au sud de Brunswick est achevé et dédié à la B 490. Entre Üfingen et Brunswick, la route principale est construite à quatre voies. Cela est suivi par l'élargissement à quatre voies entre Üfingen et l'ouest de Salzgitter-Lebenstedt-Süd, qui ouvre à la circulation à partir de 1966. Cependant, tous les croisements entre Üfingen et Salzgitter-Lebenstedt-Nord ne sont pas éliminés, de sorte qu'une conversion doit être effectuée ici dans la seconde moitié des années 1970.
Avec la restructuration du réseau des autoroutes fédérales, qui est introduite avec effet au 1er janvier 1975, de nombreux projets individuels, dont la B 490, aboutissent à une nouvelle route sous la désignation uniforme Bundesautobahn 39. La B 490, qui ressemblait déjà à une voie rapide de toute façon, est mise à niveau sur toute sa longueur.
Il ne reste plus rien de la B 490 elle-même. Quelques routes, assez rectilignes pour la région, témoignent encore de leur tracé initial, dont la K 40 à Salzgitter, une partie de la L 474 et la K 76 dans l'arrondissement de Wolfenbüttel. Elles sont parallèles au parcours ultérieur, qui forme aujourd'hui l'A 39. Dans cette section, ce n'est pas encore conforme à la norme autoroutière : à certains endroits, la voie d'urgence est toujours manquante, ce qui n'était pas nécessaire lors de sa construction en tant qu'autoroute fédérale et ne fut pas ajouté lors de sa mise à niveau. Certains ponts en particulier n'offrent de l'espace que pour une route de type autoroute.